# Freudenberg (Rhénanie-du-Nord-Westphalie)
Pour les articles homonymes, voir Freudenberg.
Freudenberg est une ville de Rhénanie-du-Nord-Westphalie (Allemagne), située dans l'arrondissement de Siegen-Wittgenstein, dans le district d'Arnsberg, dans le Landschaftsverband de Westphalie-Lippe.

## Personnalités liées à la ville
- Hans Hoof (1925-1998), homme politique né à Niederndorf.
- Hans-Ulrich Wehler (1931-2014), historien né à Freudenberg.